# Conie-Molitard
Conie-Molitard is een gemeente in het Franse departement Eure-et-Loir (regio Centre-Val de Loire) en telt 338 inwoners (1999). De plaats maakt deel uit van het arrondissement Châteaudun.

## Geografie
De oppervlakte van Conie-Molitard bedraagt 15,3 km², de bevolkingsdichtheid is 22,1 inwoners per km².
De onderstaande kaart toont de ligging van Conie-Molitard met de belangrijkste infrastructuur en aangrenzende gemeenten.

## Demografie
Onderstaande figuur toont het verloop van het inwonertal (bron: INSEE-tellingen).